# Siklósi Szilveszter
Siklósi Szilveszter (Budapest, 1944. augusztus 7. –) Balázs Béla-díjas (2002) filmrendező, forgatókönyvíró, egyetemi tanár. A József Attila Tudományegyetem média szakán tanít. A Budapesti Kommunikációs Főiskola óraadó tanára.

## Életpályája
1950–1958 között járta ki az általános iskolát. 1958-1962 között a Bolyai János Gimnázium diákja volt. 1964-ben a Magyar Televízió asszisztense volt. 1967–1973 között az ELTE BTK filozófia-esztétika szakos hallgatója volt. 1967–1993 között a MAFILM munkatársa volt. 1970-1980 között a MAFILM asszisztense volt. 1975–1979 között a Színház- és Filmművészeti Főiskola hallgatója volt film- és TV-rendező szakon Makk Károly osztályában. 1980–1993 között a MAFILM rendezője volt. 1980–1986 között a Magyar Televízió Szegedi Körzeti Stúdiójában volt rendező; aktuális műsorokat, riport- és dokumentumfilmeket készített. 1994 óta a Budapest Film Rt. igazgatója.

## Filmjei

### Rendezőként
- A tanya (1985)
- Építészet '85 (1985)
- Széll Sadáék (1986)
- Mit csinálsz, ha ráérsz? (1986)
- Tanmesék a szexről (1988) (forgatókönyvíró is)
- Jesszefa (1989)
- Innoline (1989)
- Hollókő (1991-1993)
- Kincseink (1993)
- A főváros temetői (1993)
- Mielőtt tényleg eltűnnek (1993)
- Káli vigasságok (1993)
- Bor-gondok (1993)
- Hortobágy (1994)
- Az igazi Mao (1994)
- Vándormozi (1995)
- Srácok a forradalomban (1995)
- Láthatatlan kollégium (1995)
- Zsolnay Vállalkozás (1995)
- Elhajított emberek (1996)
- Minden ami zene I.-X. (1997-1998)
- Kegyeleti ügyek (1998)
- Szockapreál hétköznapok (1998)
- Mi lett a Szörénnyel? (1998)
- A "Rudi" élete (1999)
- Részvétel a sikerben (1999)
- ...Megszegem Janikának... (2000)
- Menedéket adó váram (2001)
- A láthatatlan ház (2002)
- André Kertész három élete (2002)
- Nincs mese, készül a Nincs mese (2003)
- Bevezető (2003)
- Ötvenhat mártír (2003)
- Öt nem könnyű darab (2004) (forgatókönyvíró is)
- Ritter napja (2004) (forgatókönyvíró is)
- A homokon nőtt filmműhely (2004)
- Tanácselnök a forradalomban (2005)
- Ahogyan Széllék élnek (2005)
- Délvidéki várak és kastélyok (2006)
- Szabó Magdáról (2008)
- Hany Istók legendája (2008) (forgatókönyvíró is)

### Színészként
- Vadon (1989)
- A magzat (1993)

### Rendezőasszisztensként
- Idegen arcok (1974)
- Bástyasétány hetvennégy (1974)
- 141 perc a befejezetlen mondatból (1975)